# すもも (漫画)
『すもも』は、天沼俊による日本の漫画作品。『週刊少年ジャンプ』（集英社）にて、1985年23号から同年32号にかけて連載。

## あらすじ
2001年夏。鎌倉CITYに暮らす一人暮らしの16歳の少女・雪野すもものもとに、1台のトレーラーがやってきた。そのトレーラーが運んできたのは家庭用お手伝いマシーン“はたらき小僧”。すももとはたらき小僧、すもものBF・宗近の笑いあり涙ありの日々が始まった。

## 登場人物
雪野すもも
鎌倉CITYに一人で暮らす西高1年の少女。ソフトボール部に所属している。父は幼いころに死去、母は仕事が忙しいらしくほとんど家に帰ってこない。父を「おやじさん」、母を「おふくろさん」と呼ぶ。
はたらき小僧
NEWMEN（ニューメン）社製の家庭用お手伝いマシーンICX-777。名前の通り、顔が大きい小坊主型のアンドロイドであり、2001年7月7日にすももの家に届けられた。「あんぽんたん」を意味する「あんぽんたんぽん」が口癖。いたずら者だが心優しく、ニューメン宣言第1章に基づいて、技術開発局局長レモ・キャッシュ教授自らによって設計・製造された。言動や思考パターンは、レモの性格を反映している。すももや宗近と楽しい日々を過ごすが、NEWMEN社のイメージダウンになる欠陥品として回収班に狙われている。
なお、連載時の次回予告コメントやサブタイトルでは、はたらき小僧を製造元の社名そのままに「ニューメン」と表現していた。
森村宗近
すもものBF。西高1年D組。サイドカー乗り。純情ですももの裸や下着姿を妄想して、すぐに想像した姿を模した鼻血を出す。すももの入った風呂の湯で「ラーメン作ったらうまい（だろう）なあ」などというとんでもない発言をすることも。
NEWMEN社の人たち
新世紀の明るい家庭作りを手助けするため、お手伝いロボットを製造販売する会社。配達係、サービスセンター回収班、技術開発局などがある。
配達係
第1話ではたらき小僧をすももの家に届けた。丸眼鏡をかけた小柄な男をチーフに男性5人のメンバーからなる。気のいい人たちだが、第8話ではICX-777が回収されてしまったことを知らされず、代わりのはたらき小僧を届けている。
サービスセンター回収班
自社のイメージダウンとなるICX-777を回収し、スクラップにしようとする。美貌の女性リーダーに率いられており、メンバー全員が黒ずくめのヘルメットと制服、サングラスに身を固めている。回収班の車両には、はたらき小僧の動作を無線で停止させるシステムが装備されている。
レモ・キャッシュ教授
NEWMEN社技術開発局局長で、工場の規格品ではない人と心の通い合えるお手伝いマシーンとしてICX-777を設計・製造した。恩師のF・ニューメン教授は同社の初代開発局局長である。
警察官
マスコットキャラクター的に時折登場する。
シーソー友だちの少女
第3話で悪童たちにいたずら（スカートめくり）をされて泣いていた少女。はたらき小僧がシーソー遊びでなぐさめた。
東高ソフトボール部
第5話ですももの所属する西高ソフトボール部を8－0の大差で下す。エースの巨漢はソフトボールを150km/hの剛速球で投げるという人間離れした能力で西高をパーフェクトに抑えた。
フラッペー氷河
第7話に登場したアイスハウスIIの主人。2001年ニューモデルの水着を景品とした特製かき氷の早食いで客を集めるが実はインチキ。

## サブタイトルリスト
1. まちにまったこの日…
2. PINK HOUSE
3. シーソー・GAME
4. ハナヂWARS
5. PINK BALL
6. すももDIARY
7. アイス・ウォーズ
8. ニューメン大危機
9. 雪よふれ!!
10. すもも～!!

## 書誌情報
- 天沼俊『すもも』創美社〈ジャンプ・スーパー・コミックス〉、1985年12月、ISBN 4-420-13141-1
  - 新装版、1990年5月、ISBN 4-420-13727-4